# NGC 3649
NGC 3649 este o galaxie activă situată în constelația Leul. A fost descoperită în 15 februarie 1784 de către William Herschel. Se află la o distanță de 73 de megaparseci de Pământ.